# Cătina
Cătina é uma comuna romena localizada no distrito de Cluj, na região histórica da Transilvânia. A comuna possui uma área de 83.28 km² e sua população era de 2091 habitantes segundo o censo de 2007.